# Váradszentmárton
Váradszentmárton (románul Sânmartin) falu Romániában, a Partiumban, Bihar megyében, Váradszentmárton központja.

## Fekvése
Nagyvárad déli szomszédjában fekvő település.

## Története
Váradszentmárton, vagy régi nevén Pecze-Szent-Márton volt, amely nevének Pecze előtagját az itt keresztül folyó Pece-patakról kapta. A település a váradelőhegyi prépostság ősi birtoka volt, később pedig a Szent István-káptalané lett. 
Nevét Villa Sancti Martini néven említették először, és a közelében fekvő Félixfürdőt is Szent Márton-fürdőnek nevezték.
Későbbi névváltozatai: 1291–1294 között Pocha de S. Martino néven a váradi püspök számadásában, 1332-1337 között a pápai tizedjegyzékben Pocha de S. Martino néven, 1492-ben Zenthmarthon, 1619-ben Sancti Martini, 1808-ban Szent-Márton, 1808-1987 között Szentmárton (Félix-), Szamartin, 1851-ben Pecze-Szent-Márton néven volt említve.
A település a Mohácsi vész után teljesen elpusztult.  Az 1566 évi összeíráskor mindössze két portát találtak itt. A települést csak 1716-ban állíttatta helyre és népesítette újra Helcher Félix premontrei kanonok, és azóta a szomszédságában levő Félix-fürdővel együtt a premontreieké lett, akik itt nagyobb kastélyt is építettek. A településen fekvő régi kolostor alapfalai az 1900-as évek elején még láthatóak voltak. Római katolikus temploma 1839-ben épült.
1910-ben 3719 lakosa volt, ebből 3222 román, 372 magyar, 7 német, 118 egyéb (cigány, szlovák). 2002-ben 7924-en lakták, ebből 6821 román, 375 magyar, 12 német, 698 cigány és 18 egyéb volt.

## Fürdők
Félixfürdő (románul: Băile Felix) meleg gyógyforrásra épült fürdő és üdülőhely, Váradszentmárton falu közelében Bihar megyében, Partiumban, a mai Romániában, Váradszentmárton központja. Félixfürdő az egyik legismertebb gyógyforrás az országban, nagyon közel fekszik Nagyváradhoz, így a magyar-román határhoz is. 
Félixfürdő mellé épült egy másik fürdőterület is, Püspökfürdő (románul Băile 1 Mai). A fürdő kellemes területen fekszik, hegyvidékes környezetben, tölgyfaerdőkkel körülvéve és friss levegővel.

## Lakosság
- 1880-ban 2403 lakosából 2018 román, 321 magyar, 25 német és 39 egyéb volt.
- 1890-ben 2867 lakosából 2406 román, 398 magyar, 12 német és 51 egyéb volt.
- 1900-ban 3310 lakosából 2901 román, 386 magyar, 9 német és 14 egyéb volt.
- 1910-ben 3719 lakosából 3222 román, 372 magyar, 7 német, 118 egyéb volt.
- 1920-ban 3892 lakosából 3577 román, 260 magyar, 55 német és 43 egyéb volt.
- 1930-ban 4381 lakosából 4080 román, 209 magyar, 1 német és 56 cigány volt.
- 1941-ben 4833 lakosából 4136 román, 558 magyar, 3 német és 93 cigány volt.
- 1956-ban 4708 lakosából 4267 román, 280 magyar, 2 német és 153 cigány volt.
- 1966-ban 5486 lakosából 5024 román, 383 magyar, 2 német és 70 cigány volt.
- 1977-ben 6424 lakosából 5985 román, 327 magyar, 5 német és 107 cigány volt.
- 1992-ben 7550 lakosából 6548 román, 478 magyar, 4 német és 520 cigány volt.
- 2002-ben 7924 lakosából 6821 román, 375 magyar, 12 német és 716 cigány volt.

## Látványosságok
- Váradszentmártoni kastély
- Hájó faluban lévő 14. századi kápolna, később barokk és romantikus elemekkel átépítették
- Szent Vince-monostor, épült a 18. században
- Rontói templom, épült a 15. században
- Hájói új templom, épült 1906-ban
- Fából épült századfordulós paloták Félixfürdőn (hasonló van Herkulesfürdőn és Borszéken, de azok nagyrészt le vannak pusztulva)

## Fordítás
- Ez a szócikk részben vagy egészben  a   Comuna Sînmartin, Bihor című román Wikipédia-szócikk fordításán alapul.  Az eredeti cikk szerkesztőit annak laptörténete sorolja fel. Ez a jelzés csupán a megfogalmazás eredetét és a szerzői jogokat jelzi, nem szolgál a cikkben szereplő információk forrásmegjelöléseként.